# André-Paul Sain-Rousset de Vauxonne
 (juin 2020).
Si vous disposez d'ouvrages ou d'articles de référence ou si vous connaissez des sites web de qualité traitant du thème abordé ici, merci de compléter l'article en donnant les références utiles à sa vérifiabilité et en les liant à la section « Notes et références ».
André-Paul Sain-Rousset, baron de Vauxonne, né le 28 juin 1757 à Lyon et mort le 18 décembre 1837 à Vaux-en-Beaujolais, est un homme politique français.

## Biographie
Sain-Rousset est l'un des députés choisis par les Lyonnais en 1793 pour demander à la Convention à Paris la cessation du siège de Lyon et le retrait de Collot-d'Herbois.
Après quelques années passées à Paris, il revient à Lyon en 1799 pour prendre la fonction, à la demande du Consulat, de maire de la division du midi de la ville de Lyon qu'il occupe du 29 novembre 1799 au 23 septembre 1805, date à laquelle il devient premier adjoint au maire Nicolas Fay de Sathonay. A la mort de ce dernier en août 1812, Sain-Rousset assure l'intérim de la fonction de maire jusqu'en mai 1813.
En récompense de ses services, l'empereur Napoléon Ier le promeut officier de la Légion d'honneur en 1814 et baron de l'Empire avec le titre de de Vauxonne.
Il meurt le 18 décembre 1836 à Vaux-en-Beaujolais. 